# Couronne Corvin
La Couronne Corvin (en hongrois : Corvin-koszorú), créé en 1930 est un prix hongrois créé par Miklós Horthy pour récompenser l'excellence dans la pratique artistique et technique. La distinction ne survit pas à la fin de la régence. Le dernier prix est remis en 1943.

## Quelques récipiendaires

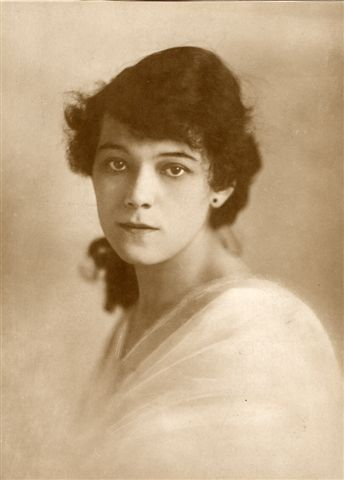
Gizi Bajor

- Vilmos Aba-Novák
- Gizi Bajor
- Béla Bartók
- Lipót Fejér
- Oszkár Glatz
- Kálmán Kandó
- Károly Kós
- Zoltán Kodály
- Franz Lehár
- Mihály Lenhossék
- Ferenc Molnár
- Gyula Németh